# Hirasa eugrapha
Hirasa eugrapha là một loài bướm đêm trong họ Geometridae.